# 常贵田
常贵田（1942年—2018年11月30日），满族，生于天津特别市，原籍北京:876，中国相声表演艺术家，一级演员。中国人民解放军海军政治部文工团文职干部。其弟子包括李志有、朱海堂、张勇和张令奇。

## 生平
常贵田出生于一个相声世家。他的祖父是相声表演艺术家常连安；父亲是在朝鲜战争中牺牲的相声表演艺术家常宝堃。他的叔叔以及长年搭档是著名相声表演艺术家常宝华。
1954年拜相声表演艺术家赵佩茹先生为师。1958年高中毕业后参军，进入中国人民解放军海军政治部文工团，担任相声演员。1967年，加入中国共产党。1990年代时，为中国人民解放军海军政治部曲艺队相声演员，是中国曲艺家协会会员:876。2012年时，他是中国人民解放军海军政治部文工团副军级文职干部。10月21日，赵忠祥在微博透露，常贵田获得荣升，成为俗称的文职将军（少将）。
2018年11月30日，他因病医治无效，在北京逝世，享年76岁。